# Televisión social
La televisión social (en inglés Social TV) es un término general para referirse a la tecnología de televisión interactiva que soporta e integra interacción social, sistemas de recomendación, valoraciones, comentarios y participación interactiva entre los telespectadores a través de chats de texto, audio o videoconferencias, ya sea directamente en la pantalla o mediante dispositivos auxiliares. Crea una mayor armonía, tanto con programas en directo como diferidos, con el objetivo de dar a los telespectadores una serie de servicios sociales e interactivos, que hacen más próximas las relaciones entre las diferentes personas que están viendo un contenido al mismo tiempo.
La televisión social es un área de investigación y desarrollo que está generando tanto nuevos servicios como operadores de televisión y productores de contenidos. Ha sido elegida por la revista Technology Review como una de las diez tecnologías emergentes más importantes del 2010.

## Descripción
Los sistemas de televisión social complementan el consumo de video para difusión con un canal de comunicación añadido, llamado canal de retorno, que conecta los diferentes espectadores. Este canal adicional proporciona al usuario la experiencia de ver la televisión formando parte de un grupo. Gracias a este canal, podemos interactuar con los otros miembros del grupo, consiguiendo de esta manera que el contenido visual sea más atractivo, ya que con los diferentes métodos de comunicación dentro de la televisión social se podrán realizar diferentes acciones que nos permitan mejorar la experiencia visual. Comentarios, votaciones, opiniones, datos, recibir información, entre otros, hacen que la experiencia del usuario sea más activa. Podemos encontrar diferentes tipos de canales de retorno por línea telefónica, Ethernet, bluetooth, GPRS / UMTS, PLC o Wifi / Wifimax. Esta tecnología no está limitada a un único dispositivo (pantalla de televisión), sino que también puede presentarse en un ordenador o dispositivo portátil como un teléfono móvil, tablets o un netbook.
Dentro del concepto de televisión interactiva, podemos mencionar la importancia de las comunicaciones sociales. Introducir las relaciones entre usuarios mediante las nuevas tecnologías nos puede llevar a un grado de interactividad muy alto. Actualmente, en muchos programas de televisión se da la participación de tele-espectadores mediante las redes sociales, correo electrónico o web. Este sistema de participación activa dentro del mundo audiovisual seguirá aumentando y expandiéndose a muchos otros contenidos, dando así la oportunidad al usuario de crear nuevas experiencias televisivas. De esta manera se consigue un nuevo medio de comunicación social.
No todos los programas son adecuados para la ejecución de aplicaciones sociales. Los programas con ritmos monótonos o en ráfagas y de contenido redundante, ofrecen muchas pausas y, por tanto, oportunidades para la interacción. Los eventos deportivos, debates y concursos son los que generan más discusión. En cambio, los menos adecuados serían las películas o series, que a menudo mantienen un hilo conductor que atrae la atención del espectador.

## Sistemas de Comunicación

### Chat de audio
Algunos sistemas de Televisión social introducen la voz hablada como la vía principal de interacción entre los usuarios, ya que en el mundo real es la forma de comunicación más natural entre las personas. Los chats de voz presentan, sin embargo, dos inconvenientes importantes:
En primer lugar, el audio de la conversación entra en conflicto con el audio de la televisión emitida, por tanto, para obtener una conversación confortable la situación requeriría sacar el audio de emisión o bien poner en pausa el vídeo mientras se habla, práctica completamente en contra de la naturaleza de la difusión. El segundo problema con el audio en los chats es que los descodificadores o aparatos estándares no incluyen un micrófono y habría que instalar un sistema adicional.
Un ejemplo de estos sistemas es Amigo.tv, en el que el chat de voz es la principal forma de comunicación entre los usuarios. El sistema combina voz y elementos gráficos identificados por un avatar de usuario. El espectador puede ver en cada momento qué están viendo sus amistades y puede compartir canales con ellos.

### Chat de texto
Este método se basa en la comunicación mediante mensajes de texto en tiempo real para conseguir interactuar durante la difusión de los contenidos. Los mensajes de texto en la televisión son bastante frecuentes en programas donde se hacen debates, concursos, etc., en los cuales la opinión del espectador se puede utilizar en emisión. El procedimiento es el siguiente:
Los controles de realización de los programas añaden un sistema que se activa cuando el programa quiere empezar a recibir mensajes (generalmente formados por una palabra clave seguida del comentario u opinión). Luego, el control de realización filtra los mensajes (descartando los que puedan ser ofensivos, etc.) antes de salir a emisión. Estos textos son controlados por la operadora de telefonía y por una plataforma de mensajería que consiste en una conexión directa entre la red de móviles y la aplicación.
Esto tiene un gran impacto en la forma de producir televisión, ya que la misma opinión obtenida puede hacer que el programa cambie algún aspecto en directo para satisfacer mejor las necesidades de los consumidores. Este sistema de usar SMS para captar las opiniones de las personas, está siendo sustituido en gran parte y cada vez más por las redes sociales. Las opiniones que se vierten tanto en Twitter como en Facebook son cada vez más importantes en el momento de la producción de un servicio audiovisual.
Un ejemplo es lo que hace Televisión de Cataluña en el programa Banda Ampla: a medida que la gente hace comentarios en redes sociales sobre la temática del programa, la realización del programa selecciona los más relevantes y los muestra en emisión. La integración de tweets en tiempo real durante la transmisión de un programa es una herramienta muy utilizada hoy por muchos programas televisivos en directo en todo el mundo.
Ejemplos de cómo la televisión tradicional está aprovechando esta integración con las redes sociales son:
- Integrar tweets de personajes conocidos para discutir sobre ellos.
- Programas que se basan en gran parte en lo que se habla en la red,haciendo un recopilatorio de lo más importante de la semana. Siendo Twitter y Facebook de donde más contenido se extrae.
- Programas que directamente ofrecen un contenido adicional y exclusivo para la red, paralelo al que se emite por televisión. Esta es una tendencia cada vez más frecuente en la producción de series.

### Videollamada
Este sistema se puede desarrollar de diferentes formas. Una de ellas es mostrando los usuarios conectados en ventanas en la pantalla o utilizando dispositivos externos que no interfieran con el vídeo. La interacción, por tanto, se realiza de una forma más natural, ya que se puede tener una conversación en tiempo real en la que los usuarios pueden hablar cara a cara.
El uso de videoconferencias en el momento de ver la televisión es un cambio importante en la forma de consumir contenido audiovisual, ya que es un método que mejora la integración del usuario en un grupo de gente con quien comentar lo que se está visualizando. Por ejemplo, los espectadores se sienten partícipes de una actividad de grupo cuando pueden leer información visualizada en la pantalla de otras personas que ven el mismo programa. Estudios demuestran que las videoconferencias dan una mejor sensación de integración en un grupo respecto a otros métodos de comunicación (chats de voz, avatares, etc.).
La Cruz Roja, conjuntamente con el gobierno y empresas como Vodafone, Tecsos y Qualcom, impulsan un proyecto (Social TV 3G) para promover la integración y fomentar las relaciones sociales de las personas mayores mientras ven la televisión. La tecnología permite al usuario establecer una videoconferencia con el mando a distancia de la televisión, con una interfaz amigable.

### Web
La integración de contenidos web en el televisor es un hecho cada vez más común. Con el progreso de las nuevas tecnologías y herramientas de interacción social, ha nacido la necesidad de conectar lo que un usuario está visualizando a lo que visualizan sus amigos en las redes sociales. De esta manera, se crearán soluciones web que conecten las redes sociales con el contenido audiovisual que el usuario consuma.
Todos estos sistemas, sin embargo, tienen un problema en común, y es la dificultad, en muchas ocasiones, de mantener una conversación en línea mientras se ve la televisión. Muchas veces, dependiendo del contenido audiovisual que se consuma, el usuario no es capaz de hacer las dos cosas a la vez con naturalidad. La televisión social no deja de ser televisión, por eso es muy importante minimizar la distracción y mantener la atención sobre la emisión.

## Sistemas
En este apartado se exponen las diferentes maneras de introducir las redes sociales en el mundo de la televisión.

### Incrustación en el vídeo
Tecnología utilizada en muchos programas de televisión con la finalidad de visualizar la participación de los espectadores mediante mensajes SMS o tweets. Muchos de estos programas ofrecen la posibilidad a la audiencia de dar opiniones, participar en concursos, etc. Con la tendencia a substituir los mensajes SMS por mensajes en Twitter, algunas cadenas de televisión han apostado por la integración con esta red social. Algunos ejemplos son Veo7, Televisió de Catalunya o Fox TV.

### Dispositivos adicionales
Con la llegada de los teléfonos móviles de última generación y los tablet PCs, se ha facilitado especialmente el vínculo entre las redes sociales y los contenidos televisivos. Algunos ejemplos de aplicaciones para dispositivos móviles que realizan funciones de este tipo son:
- TvChatter: aplicación para móviles que sincroniza con Twitter para presentar, en tiempo real, un flujo de tweets sobre un programa en concreto.

- GetGlue es una aplicación que permite obtener recomendaciones de películas, libros, música, etc. basándose en los intereses y gustos personales que el usuario ha introducido. La aplicación ofrece la posibilidad de compartir los contenidos que se visualizan con otros usuarios.

### Aplicaciones interactivas
Son aplicaciones que permiten acceder directamente a contenidos de redes sociales desde un televisor con acceso a internet o mediante un dispositivo adicional externo que realice esta conexión. Algunos ejemplos son:
- Las vídeo consolas PlayStation 3 y Xbox 360, en sus últimas actualizaciones de firmware, permiten el acceso a vídeo alojado en internet directamente desde la consola. También incorporan opciones de acceder a redes sociales (Facebook, Twitter) para compartir información relacionada con el progreso de los juegos.

Google TV logo

- Boxee es un software multiplataforma para Linux, Windows o Mac OS X que permite al usuario organizar sus contenidos multimedia almacenados en el ordenador. También ofrece acceso a contenido audiovisual en internet (programas de televisión, series, películas, radio...) y permite al usuario compartir información de lo que está visualizando en ese momento en redes sociales como Facebook o Twitter. La empresa Boxee también ha lanzado al mercado un dispositivo complementario que permite realizar estas actividades directamente desde el televisor.

Algunos ejemplos de otros dispositivos complementarios al televisor que permiten esta conexión son:
- Google TV: es una plataforma interactiva que permite al usuario acceder a contenido televisivo y contenido web. Funciona con el sistema operativo Android sobre plataformas abiertas, con navegador Google Chrome con Adobe Flash Player. Google ofrece la posibilidad de obtener este servicio en un televisor con conexión a internet o bien mediante un descodificador externo. Google TV fue lanzado en octubre del 2010 con los nuevos dispositivos de los fabricantes Sony y Logitech.

- Apple TV es el dispositivo receptor multimedia diseñado por la empresa Apple. Ofrece la posibilidad de visualizar, en un televisor de alta definición, contenido audiovisual proveniente de la iTunes Store, Youtube, Flickr, o bien de un ordenador Mac OS X o Windows.

Cada vez más, los fabricantes de televisores han ido desarrollando plataformas propias de servicios en red. Yahoo! e Intel formaron una alianza para ofrecer una plataforma de interactividad llamada Widget Channel. La aplicación está basada en TV Widgets, que son aplicaciones independientes de contenidos diversos (Redes sociales, tiendas en línea, canales de televisión...). El primer fabricante de televisores que incorporó esta plataforma fue Samsung. Más adelante, otros fabricantes como LG y Sony se añadieron.
Otros fabricantes de televisores aun conservan sus sistemas de conectividad iniciales, como Panasonic con la plataforma Viera cast, que ofrece acceso a aplicaciones como Youtube, Netflix, Skype o Twitter. También la tecnología Applicast de Sony permite acceder a una amplia gama de aplicaciones en internet.

## Programas de televisión con integración social
Estos son algunos de los ejemplos de cómo se están integrando elementos sociales con los diferentes programas de televisión:
- Rette die Million! (o Atrapa un millón en España), donde se da la oportunidad a los telespectadores de participar desde casa de forma simultánea a través de la web, y de esta forma se enfrentarán a las mismas cuestiones que los concursantes en televisión. Una forma totalmente interactiva de poder disfrutar del programa.

- La cadena FOX inventó el Tweet-Peat para las series Fringe y Glee, donde además de mostrar por pantalla los tweets de los fanes dando su opinión, también se podían visualizar comentarios de actores y productores. De esta manera se permitía la interacción con el espectador respondiendo a las preguntas que se realizaban a través de Twitter.

- Series como Bones y Breakin In, de la cadena FOX, agregaron una etiqueta de Twitter en la pantalla durante su emisión en abril de 2011.

- Top Gear ha integrado una página oficial en Facebook. Después de finalizar cada programa, se publican en Facebook videos sobre este último episodio.

- American Idol, un reality donde los usuarios registrados en Facebook pueden votar por su candidato favorito de forma gratuita.

- The Voice, donde el jurado del programa interactuaban a través de tweets que aparecían en la parte inferior de la pantalla. Además, el uso de Twitter hizo aumentar la audiencia del programa.

- Nick dut nik, programa de la televisión vasca ETB 3, donde los tweets de los telespectadores eran insertados en directo durante la emisión del programa. La cadena española Veo7 también incorporó mensajes de Twitter en uno de sus programas políticos.

- Banda Ampla, de Televisió de Catalunya (TVC), donde la incrustación de mensajes por pantalla se hacían a través de Facebook Connect.

- 30 minuts, Televisió de Catalunya (TVC), programa donde se realizó una propuesta de seguimiento por Twitter. Se trataba de ver el programa en directo por televisión o por el ordenador, y a la vez estar conectado al debate abierto en Twitter a través de la web o cualquier otro dispositivo.
- En programas de televisión de Perú, la televisión social es frecuente por espectadores de la costa que los de la sierra.[7]